# Rodolfo Quintero
Rodolfo Quintero (Maracaibo, Venezuela, 4 de diciembre de 1909-Caracas, 11 de noviembre de 1985) fue un político marxista, antropólogo, etnólogo, profesor universitario, escritor y dirigente sindical venezolano, miembro fundador y militante del Partido Comunista de Venezuela y director del Instituto de Investigaciones Económicas y Sociales de la Facultad de Economía de la Universidad Central de Venezuela, que hoy en día lleva su nombre.

## Primeros años
Hijo de Francisco Quintero y Elisa Quintero, siendo aún muy joven, se trasladó con su familia a Caracas, en esa ciudad cursó sus estudios primarios y de bachillerato los colegios Católico Alemán y en el Liceo Caracas. Más tarde ingresaría en la Universidad Central de Venezuela.

## Trayectoria política
En febrero de 1928 participó en las huelgas estudiantiles contra la dictadura de Juan Vicente Gómez, formando así parte de la Generación del 28. Por tal motivo fue encarcelado en el Castillo Libertador de Puerto Cabello, allí recibe formación marxista-leninista por parte de Pío Tamayo, posteriormente fue enviado a las colonias de Palenque donde continuó en prisión hasta 1929.
Entre marzo y mayo de 1931 participó en la constitución de las primeras células del Partido Comunista de Venezuela (PCV), el 29 de mayo de ese mismo año un delator informó al gobierno de Juan Vicente Gómez de las actividades clandestinas de dicha célula y son detenidos casi todos sus miembros. Durante ese mismo año, Quintero al lado de José Martínez Pozo, Manuel Taborda, Juan Bautista Fuenmayor, OIga Luzardo, Jesús Correa, Max García y Espartaco González cumplen con la tarea e organizar al Partido Comunista de Venezuela en el Zulia.
Para 1931 veinte mil trabajadores laboraban en la Industria Petrolera, para ese entonces Rodolfo Quintero, trabajaba para la “Venezuelan Oil Concessions”,  y en la ciudad de Cabimas fundó la Sociedad Auxilio Mutuo de Obreros Petroleros (SAMOP), la misma estuvo integrada por casi cinco mil trabajadores de la Industria petrolera que asistieron a su asamblea constituyente e inmediatamente organizaron Comités de Empresa en las distintas compañías petroleras que hacían vida en el occidente de Venezuela, por los objetivos que se planteaba esta organización gremial puede considerarse como el primer sindicato de trabajadores petroleros de Venezuela. Asimismo, Rodolfo Quintero fue elegido presidente de la SAMOP, por su actividad en dicha organización, Rodolfo Quintero fue encarcelado por Mario Maya gobernador del Distrito Bolívar, y Armando Valbuena, Jefe Civil de Cabimas, al frente de quince hombres armados con fusiles, logrando fugarse dos años más tarde de las cárceles del dictador Juan Vicente Gómez salió exiliado hacia Colombia.
En 1936 participa como militante del Partido Republicano Progresista (PRP) partido que tenía en su mayoría militancia comunista, ya que el Partido Comunista de Venezuela se encontraba ilegalizado, y su actividad se limitaba a lo clandestino, por lo tanto para esos años su militancia se encontraba distribuida en varias organizaciones policlasistas, Quintero resultó elegido como secretario general del PRP.
En abril de ese año participó en la organización de la primera conmemoración multitudinaria en Venezuela del 1° de mayo día internacional de los trabajadores, pero que en Venezuela no se celebraba ese día, sino el 24 de julio, a pesar de eso Quintero no pudo participar porque los militantes del PRP comenzaron a ser perseguidos, reprimidos y encarcelados.
El 10 de junio de 1936 se convocó a una gran huelga nacional, la llamada “Huelga de junio”, la cual movilizó nacionalmente a las recién creadas organizaciones sindicales y a un grupo de partidos políticos de izquierda que recién se estrenaban, asimismo aglutinaba a los estudiantes y a las masas populares. Su principal cometido era presionar al Ejecutivo Nacional para que retirara el proyecto de la “Ley para Garantizar el Orden Público y el Ejercicio de los Derechos Individuales”, que había presentado al Congreso Nacional el Ministro del Interior Alejandro Lara Núñez. Se trataba de una legislación restrictiva de las libertades democráticas, mejor conocida como Ley Lara. Rodolfo Quintero firmó la convocatoria como secretario general del PRP. Dicha huelga fue llevada a cabo esencialmente en el estado Zulia y fue reprimida por el gobierno, terminando con el saldo de decenas de trabajadores muertos y heridos.
En septiembre de 1936 se constituyó el Comité Organizador de un nuevo partido político, el Partido Democrático Nacional (PDN.) conocido también como Partido Único de las Izquierdas, que era una coalición que fusionaba varias organizaciones progresistas de izquierda en su seno como eran el Partido Republicano Progresista (PRP), Bloque Nacional Democrático (BND), Movimiento de Organización Venezolana (ORVE), Federación de Estudiantes de Venezuela Organización Política, (FEV-OP) nombre que había adquirido la original FEV para participar en la vida política venezolana sin obstáculos legales. La directiva quedó conformada de la siguiente manera: presidente: Jóvito Villalba, secretario general: Rómulo Betancourt, secretario de organización y del trabajo: Rodolfo Quintero.
Poco antes de diciembre de aquel año de 1936 se fundó la “Unión Sindical Petrolera” en el Estado Zulia, la misma estaba presidida por Manuel Taborda, y Quintero participó activamente en su fundación. Esta organización federativa de los trabajadores petroleros se inicia en la lucha por la presentación de pliegos reivindicativos a las compañías, pero a comienzos del mes de diciembre de 1936 aún no había sido legalizada y los sindicatos tuvieron que introducir sus pliegos directamente, Rodolfo Quintero fue detenido varios días por la policía, la cual alegó “previsión de alteraciones del orden público”. En diciembre de ese año Quintero fue uno de los principales organizadores y dirigentes de la Gran Huelga Petrolera que se desarrolló entre diciembre de 1936 y enero de 1937. Dicha huelga constituyó el momento cumbre de este período de las luchas obreras en los años 30, que puede considerarse como el del nacimiento definitivo del movimiento obrero en Venezuela.
El 13 de marzo de 1937 fue expulsado del país por motivo de su participación en la huelga petrolera en Venezuela de 1936, por lo que se exilió nuevamente en Colombia, allí militó en el Partido Comunista Colombiano hasta 1939 cuando regresa a Venezuela. En 1941 participó en la creación de una de las fachadas legales y electorales del PCV llamada Unión Municipal para participar en las elecciones de 1942. A partir de 1941 empezó a colaborar con el semanario satírico El Morrocoy Azul junto a Kotepa Delgado, Miguel Otero Silva, Andrés Eloy Blanco, Carlos Irazábal, Aquiles Nazoa, Gabriel Bracho Montiel, entre otros.
Rodolfo Quintero, inició junto a otros camaradas del PCV, como Pedro Ortega Díaz una campaña para que se celebrara el 1° de mayo como día auténtico de los trabajadores y no el 24 de julio, día designado por el gobierno como el “Día del Obrero”, el 23 de julio quintero escribió y dirigió una obra de teatro titulada “Huanachone”.
En marzo de 1944 participó como miembro fundador de lo que fue la fachada legal del Partido Comunista de Venezuela, llamada Unión Popular Venezolana. Esta organización fue legalizada en julio de ese año, y participó en las elecciones de 1944 para elegir los Concejos Municipales de ese entonces en Venezuela. Quintero fue candidato por la Parroquia San Agustín, a pesar de no resultar electo, tras la alianza con el Partido Democrático Venezolano, UPV bajo su dirección logró imponerse en todo el país, logrando una aplastante victoria contra Rómulo Betancourt y su partido Acción Democrática.
En diciembre de ese año se reunió en Cali, Colombia, el II Congreso de la Confederación de Trabajadores de América Latina (CTAL), por Venezuela asistieron al Congreso: Rodolfo Quintero, Augusto Malavé Villalba, Luis Delgado, Jesús Faría, José Martínez Pozo, Pedro J. Flores, Francisco Arrietti, Francisco Olivo, Martín Ramírez, Francisco Nieves y Ramón Cáribas.
En 1945, se verían los frutos de la lucha por establecer el 1° de mayo como el día del trabajador en Venezuela, el presidente Isaías Medina Angarita había dado un vuelco a la política derechista gomecista, el triunfo del PDV y el UPV en el 44,  asimismo estableció relaciones con la Unión Soviética. Si bien el decreto del presidente Medina establecía que el 1° de mayo se celebraría a partir de 1946, no hizo oposición para que fuera celebrado en 1945. El decreto enunciaba lo siguiente:

El Presidente de los Estados Unidos de Venezuela, considerando que la veneración al Padre de la Patria y la respetuosa exaltación de sus glorias es sentimiento grato al corazón venezolano y obligación para todos los habitantes de la República; considerando: que si bien el Gobierno Nacional animado de devoción patriótica estableció el 24 de julio, natalicio del Padre de la Patria como Día del Obrero, es el 1° de mayo el generalmente celebrado como Día del Trabajador, en homenaje a los trabajadores de Chicago,  en igual fecha que en 1886 reclamaron la jornada de ocho horas, justa reivindicación laboral; Decreta: se establece el 1° de mayo como Día del Trabajador y oficialmente se celebrará como tal a partir de 1946.

El diario El Nacional periódico dirigido por militantes comunistas en esa época,  ese día publicó un artículo de Rodolfo Quintero relativo a la fecha, en el cual alegaba lo siguiente:

“Desde hace años venimos luchando por el primero de mayo como Día del Obrero. Este de 1945 será celebrado con la aceptación de los gobernantes y de todos los sectores progresistas del país... “. “En función de la Unidad Nacional y fundamentalmente de la Unidad Sindical”.

Culminaba así un largo proceso de lucha proletaria por el derecho de los trabajadores a conmemorar su día, el primero de mayo de 1945 se efectuó una pequeña marcha que culminó con un mitin en el Teatro Olimpia de Caracas, era el primer acto de masas realizado en esta ciudad para conmemorar el Día Internacional de la Clase Obrera, y Rodolfo Quintero fue el responsable de clausurar el acto con un discurso. El domingo primero de julio de 1945, 34 sindicatos del Distrito Federal y el Estado Miranda, reunidos en una asamblea, resolvieron crear la Federación sindical que agrupa a los trabajadores de estas entidades. Rodolfo Quintero fue elegido como secretario general de dicha federación.
En 1945 tras una serie de diferencias ideológicas funda junto con Gustavo Machado y Luis Miquilena el Partido Comunista Venezolano Unitario, partido de duración efímera que era solo un ala del Partido Comunista de Venezuela, sin embargo dirigieron varias concentraciones de sindicatos, este partido sin tener prácticamente ningún tipo de actividad política y mucho menos electoral duraría hasta diciembre de ese año, cuando se realizó el Primer Congreso del Partido Comunista de Venezuela, o Congreso de la Unidad. Este congreso fe determinante para Rodolfo Quintero, quien no estuvo de acuerdo con la fase de organización, y se separaría del Partido Comunista de Venezuela y en 1946 fundaría junto a Luis Miquilena, Cruz Villegas y Salvador de la Plaza el Partido Revolucionario del Proletariado (PRP). Este partido trató de arrebatarle al PCV su condición de partido de la clase trabajadora en Venezuela, desde el PRP, Quintero y sus compañeros comienzan a organizar y a dirigir distintos sindicatos a nivel nacional, teniendo su fuerte en el Distrito Capital y el Estado Miranda.
En 1949 tras el derrocamiento de Rómulo Gallegos llega al poder la Junta Militar de Gobierno, posteriormente toma el poder Marcos Pérez Jiménez, ejerciéndolo a través de Germán Suárez Flamerich y la Junta de Gobierno. Quintero participó como uno de los principales organizadores de la huelga de 1950, dicha huelga hace temblar el régimen, pero luego es reprimida, sus líderes son detenidos, algunos como Quintero son expulsados del país, por tal motivo se exilia en México, Una vez residenciado en ese país comienza estudiar antropología en la Universidad Nacional Autónoma de México (UNAM), donde recibió más tarde el título de antropólogo.
En 1958, después de la caída de Marcos Pérez Jiménez participó en la fundación de una dirección central única (provisional) del movimiento sindical llamada Comité Nacional Sindical Unificado (CNSU), Quintero quedó dentro de la directiva y comenzó a realizar distintas actividades a nivel nacional, dirigiendo varias actividades importantes en Maracaibo. Durante este periodo se unifica el movimiento sindical venezolano y participan todas las fuerzas políticas con el objetivo de buscar mejoras para los trabajadores.
En 1959 se celebró el III congreso de la Confederación de Trabajadores de Venezuela, Quintero quedó dentro de la directiva de dicho congreso como secretario general, y una vez realizado este congreso fue elegido como secretario de asistencia social y económica de dicha central unitaria. Sin embargo el Partido Comunista de Venezuela sufrió una gran derrota en ese congreso, logrando obtener 210 delegados contra 470 de Acción Democrática, quedando relegado al segundo lugar en la correlación de fuerzas. Este sería el comienzo del dominio de AD y Copei en la CTV.
En 1960 las bandas sindicalistas armadas de Acción Democrática, dirigidas por Hugo Soto Socorro, mejor conocidas como “Sotopoles” comienzan a atacar a los líderes sindicales de izquierda, realizando esas actividades en varias manifestaciones, atacando a estudiantes, periodistas y líderes sindicales que no estuvieran identificados con los distintivos de AD. Siendo recordado el ataque de estas bandas el primero de mayo de 1960, a los militantes de izquierda de AD, mejor conocida como la fracción ADI (AD de Izquierda), esto dio como resultado la posterior creación del Movimiento de Izquierda Revolucionaria.
Días después del primero de mayo tuvo lugar en la Casa Sindical de El Paraíso, sede de la Federación Unificada de Trabajadores del Distrito Federal y el Estado Miranda (FUT), una asamblea obrera para discutir el problema creado por la rebaja de sueldos a los empleados públicos y la congelación de los salarios. Resultó ser una reunión muy tensa desde su comienzo. Cuando Rodolfo Quintero hacía uso de la palabra, se abalanzó sobre él uno de los integrantes de la sotopol, que esgrimiendo una cabilla,  trató de agredirlo. El grupo que rodeaba al presídium impidió que se consumara el crimen. No muy contentos con el resultado de la reunión, los dirigentes adecos de la Confederación de Trabajadores de Venezuela se marcharon, a lo que muchos trabajadores comenzaron a gritar “los cobardes son los que huyen”,  posteriormente se oyeron disparos, resultaron asesinados dos militantes del PCV que no corrieron con la misma suerte que Quintero y asimismo fueron detenidos por la DIGEPOL los miembros de la CTV militantes de la izquierda. Estas actividades se repitieron una y otra vez.
En 1960 se reunió el Consejo General de la Confederación de Trabajadores de Venezuela, la reunión se realizó entre el 17 y 18 de diciembre como estrategia para suspender a los delegados del PCV y el MIR, ya que algunos de ellos estaban en prisión, González Navarro presidente de la CTV, acusó abiertamente a Eloy Torres, José Marcano, Horacio Scott Powel y otros dirigentes de las fracciones del PCV y del MIR, de “conspiración” contra la democracia, promoviendo protestas y paros de la clase trabajadora. Rodolfo Quintero defendió la posición del PCV, señalando que el Gobierno olvidaba las necesidades de los obreros. Sin embargo tras una votación de 30 a 26 a favor de AD y COPEI, se convoca al I Congreso Extraordinario de la CTV para el año 1961. Allí se resolvió expulsar de la CTV a los comunistas y miristas.
Un grupo del Comité Ejecutivo de la Confederación de Trabajadores de Venezuela dirigidos por José González Navarro y Augusto Malavé Villalba actuando conforme a lo acordado por los burós sindicales de sus partidos, decidieron convocar el “IV Congreso” de la Confederación para fines de 1961, adelantando un año la fecha en que estatutariamente debía celebrarse. Aquellos mismos días entre el 10 y el 12 de diciembre se reunió en efecto el IV Congreso convocado por Acción Democrática y Copei se repartieron la dirección de la CTV y fortalecieron así un pacto político a nivel laboral, conocido como "la Guanábana" (blanco-verde). Rodolfo Quintero junto a Martín Ramírez, Eloy Torres, Américo Chacón, Horacio Scott Power, Vicente Piñate, y Manuel Taborda, miembros del Ejecutivo de la CTV, convocaron a su vez a una reunión extraordinaria de delegados del III Congreso, la fecha coincidía con el IV Congreso, precisamente con el fin de hacerle posición. Trescientos delegados al III Congreso se hicieron presentes en la reunión y emitieron un manifiesto en el cual solicitaban que fuera respetada la duración en el puesto de los directivos que debía permanecer intacta hasta finales de 1962.
La última semana de marzo de 1963, se instaló públicamente en el Teatro Anauco de Caracas el IV Congreso de Trabajadores de Venezuela, convocado y organizado por un Comité que integraron Rodolfo Quintero, Américo Chacón, Manuel Taborda, Cruz Villegas y Horacio Scott Power, esto con motivo de agrupar en una nueva masa trabajadora clasista y revolucionaria que representara al proletariado venezolano,  así se legaliza la Central Unitaria de Trabajadores de Venezuela (CUTV) una vez fundada la CUTV, Rodolfo Quintero fue elegido como uno de los Secretarios Nacionales.
El viernes 8 de septiembre de 1967, se instaló públicamente en el Palacio de los Deportes el V Congreso de Trabajadores convocado por la CUTV, el cual estuvo presidido por Rodolfo Quintero.

## Fallecimiento
A pesar de no abandonar la lucha sindical ni al Partido Comunista de Venezuela, se dedicó más a su carrera de investigador y profesor universitario hasta su muerte en Caracas, el 11 de noviembre de 1985.

## Antropólogo, historiador, sociólogo y filósofo
Rodolfo Quintero fue un marxista-leninista auténtico, uno de los máximos exponentes de la antropología marxista en Latinoamérica y el mundo. Para él, el nacimiento del marxismo es el resultado de la reelaboración crítica de la evolución del pensamiento filosófico y sociológico de la humanidad, y su aparición tiene el carácter de una revolución en los campos de la filosofía, de la ciencia social y del pensamiento político. Quintero enfocó su visión, análisis y estudio de la historia, sociedad y cultura latinoamericana y venezolana desde el materialismo histórico, aplicando siempre la dialéctica marxista en sus críticas, análisis y reflexiones.
Quintero en sus obras aplica leyes objetivas en sus enunciados y en sus obras se observan de manera implícita los postulados básicos del marxismo: la lucha de clases, la teoría del valor trabajo, la ley de concentración de capitales y la dialéctica materialista, sus propuestas siempre giran en torno a la propiedad colectiva de los instrumentos de producción y la rebelión de las clases explotadas contra las clases explotadoras. De allí que enfoca su síntesis de forma científica y dialéctica para explicar las realidades sociales y las luchas del pueblo trabajador y la sociedad venezolana y latinoamericana relacionándolas con la actividad social y las repercusiones políticas de las masas oprimidas y explotadas. Quintero es impulsor de la creencia que la historia debe ir de la mano de la verdad, pero siempre debe ser interpretada con una visión crítica y social, creando una sola ciencia unificada de la antropología, la historia, la economía, la política, la sociología y la filosofía afianzada además por una práctica revolucionaria llevada de la teoría a la práctica y de la práctica a la teoría. Rodolfo Quintero era partidario de que al contar la historia no se puede únicamente describir hechos estructurales y vacíos, sino analizar igualmente procesos reales y acontecimientos vivos.
Otro aspecto que caracteriza su visión es la de aportar posibles soluciones, dándole así el toque humanista y político como síntesis a sus enunciados. Sus aportes van enmarcados en el desarrollo, el progreso, la igualdad, búsqueda de la equidad y una férrea crítica a toda forma de explotación humana, y los factores que impiden el desarrollo de la sociedad, de allí que propone aumentar los cambios culturales y reforzar los patriotismos latinoamericanos para entender el origen de nuestra idiosincrasia y tratar de entender mejor el presente y transformarlo de una manera provechosa para el colectivo y así lograr una verdadera libertad e independencia, en líneas generales se trata de cambiar todo lo que esté al servicio del hombre latinoamericano, prisionero hoy de la cultura de dominio como resultado del capitalismo salvaje y las formas de dominación y opresión imperialistas. Se trata de rehacer las relaciones económicas, sociales y culturales y aplicarlas de forma humana, y alega que para lograrlo es preciso formar sociedades de hombres útiles, estudiosos, cultos, trabajadores y creadores de lo material y lo inmaterial; hay que elevar el sentido moral y revolucionario que despierte la solidaridad entre los hombres y entre los pueblos, convertir la generosidad y la compresión en una virtud latinoamericana. De esta manera, se puede hacer de nuestros pueblos auténticas naciones.

## Escritor, investigador y profesor universitario
Fue docente de la Universidad Central de Venezuela desde 1958, en esa casa de estudio obtuvo el doctorado en Ciencias Antropológicas y ejerce diferentes cátedras en las escuelas de Antropología, Historia, Filosofía, Trabajo Social y Sociología.
Asimismo fue miembro del Consejo de Desarrollo Científico y Humanístico de la UCV. Igualmente fue presidente del Colegio de Sociólogos y Antropólogos de Venezuela, dirigió el Instituto de Investigaciones de la Facultad de Ciencias Económicas y Sociales de la UCV, el cual hoy en día lleva Su nombre, fue Coordinador general de la obra colectiva Estudio de Caracas, editada por la UCV y de la investigación La independencia en Venezuela, también promovida y auspiciada por la UCV. También fue colaborador de reconocidas revistas científicas y culturales de los continentes americanos y europeos, manteniendo también presencia en varios periódicos de importancia nacional e internacional.
A lo largo de su vida desarrollo investigaciones sobre economía, sociología, etnografía, historia y política, su obra es sumamente vasta y variada, dentro de las más destacadas se tienen:
- Antropología del petróleo
- Antropología de las ciudades latinoamericanas
- Elementos para una sociología del trabajo
- El petróleo y nuestra sociedad
- La cultura del petróleo
- El hombre y la guerra
- Lecciones de sociología del Trabajo
- Sindicalismo y cambio social en Venezuela
- Hacia el renacimiento obrero en Venezuela
- El padre del sindicalismo norteamericano: Las luchas de un venezolano en Estados Unidos
- La huelga petrolera
- Caminos para nuestros pueblos
- Copérnico y la ciencia moderna
- Los estudiantes
- Estudio de Caracas
- La dependencia de Venezuela